# Dean Hall
Pas d'image ? Cliquez ici

a Compétitions nationales et continentales officielles uniquement.

b Matchs officiels uniquement.
Dernière mise à jour le 10 février 2024.
 Dean Bradley Hall, né le 2 septembre 1977 à Springs (Afrique du Sud), est un joueur de rugby à XV qui a joué avec l'équipe d'Afrique du Sud. Il évolue au poste d'ailier (1,85 m pour 99 kg).

## Carrière

### En équipe nationale
Il a disputé son premier test match le 16 juin 2001 contre l'équipe de France. Son dernier test match fut contre l'équipe d'Australie, le 17 août 2002.

## Palmarès
- 13 test matchs avec l'équipe d'Afrique du Sud
- Test matchs par année : 9 en 2001, 4 en 2002